# 英格蘭足球全國聯賽
英格蘭足球全國聯賽，舊稱英格蘭足球議會聯賽是英格蘭一個足球聯賽，包含兩級三個組別：英格蘭足球全國聯賽 (第一級)（National League）、英格蘭足球全國聯賽北（National League North）及英格蘭足球全國聯賽南（National League South）。部分參賽球隊為全職業，但大部分是半職業性質。
全國聯賽是英格蘭五個全國性足球聯賽中最低的級別，排於英格蘭超級足球聯賽及三個英格蘭足球聯賽級別之後，在英格蘭足球聯賽系統中的第五、六級，全國聯賽是非聯賽足球中最高的級別，處英格蘭足球聯賽系統中的第五級；北部聯賽及南部聯賽同列第六級。直到2004年足球議會聯賽只有單一組別，但自2004/05年球季初，作為全國聯賽系統重大重組的一部分而擴展到三個組別。

## 組織架構
足球議會聯賽位於全國聯賽系統（National League System，簡稱NLS）的頂端，其下有超過50個由英格蘭足球總會主辦的足球聯賽，「議會全國聯賽」（Conference National）位處第一層（Step 1），而「議會北部聯賽」（Conference North）及「議會南部聯賽」（Conference South）則組成第二層（Step 2），在其上方是92支聯賽球隊，包括英格蘭足球聯賽系統最高級的英格蘭足球超級聯賽及英格蘭足球聯賽的三個級別。在足球議會聯賽之下為全國聯賽系統第三層到第七層（Step 3-7）的低級聯賽。
現時「議會全國聯賽」共有24支球隊，議會南部及北部聯賽各有24支球隊。球隊在各自所屬組別進行雙循環主客比賽，主客各一，勝方取得3分，打和各得1方，負方沒有分數。
球季結束後，「議會全國聯賽」其中兩支球隊獲得升級到英格蘭足球乙級聯賽的資格，而英乙則有兩隊降級到「議會全國聯賽」取代其席位。兩個升級席位由聯賽冠軍與及第二至第七位球隊的附加賽勝方瓜分。聯賽榜末的四隊將會降級到南部聯或北部聯，而其降入的分組會由英格蘭足球總會屬下的「全國聯賽系統委員會」（NLS Committee）決定，但很大程度上取決於球隊所屬的地區。基於這級別球隊的財務緊絀，部分應該降級的球隊獲得留級，取代其他因財務困難退出或降級球隊的席位。四支降級球隊的席位分別由南部聯及北部聯各兩支升級球隊所取締，同樣由聯賽冠軍與及第二至第七位球隊的附加賽勝方瓜分。南部聯及北部聯榜末各有四支球隊需要降級，這八隊來季會被分派到「全國聯賽系統」第三層聯賽（Step 3）（Non League Premier）的北部超級聯賽（Northern Premier League）、依斯米安聯賽（Isthmian League）、南部南聯賽（Southern South League）或南部中聯賽（Southern Central League）。而這四個聯賽的聯賽冠軍與及第二至第五位球隊的附加賽勝方獲得升級資格，升級及降級球隊獲分派到的參賽組別同樣由「全國聯賽系統委員會」決定。
當然從「議會全國聯賽」降級的球隊所屬的地區並不一定南北平均分佈，因此「全國聯賽系統委員會」需要時會將第六級中的一隊或更多以中部或東部為基地的球隊調組參賽，即在平行同級的聯賽中調組，以便南北兩組的參賽隊伍可以達到平衡。最近一個事例發生在2008年，四支從「議會全國聯賽」降級的球隊（Altrincham）、法士利（Farsley Celtic）、史泰福特流浪（Stafford Rangers）及特萊斯登（Droylsden）清一色為北部球隊，而南部聯賽冠軍取得升級的京士利恩（King's Lynn）亦處地沿最北端，因此伍斯特城 （Worcester City）於2008/09年球季讓位調組到南部聯參賽，原本域迪治聯（Redditch United）亦需要調組，但是夏利法斯鎮（Halifax Town）因財困被罰降三級，獲得留級「議會全國聯賽」，而「議會北部聯賽」中的波士頓聯（Boston United）及（Nuneaton Borough）亦先後因財困被罰降級，其調組建議才獲徹消。
取得升級資格的球隊，無論是從議會聯賽升上英格蘭足球聯賽、議會聯賽中的升級或是全國聯賽系統中不同聯賽的升級，球隊必須符合相關財務及設施的規定才可順利升級，否則將會被剝奪升級的權利。

## 歷史
足球議會聯賽於1979年成立，由當時北部超級聯賽及南部聯賽的前領球隊組成，初時名為「聯盟超級聯賽」（Alliance Premier League），官方名稱於1986年更名「足球議會聯賽」（Football Conference），以下是創建球隊：
| - AP 利明頓（AP Leamington） - （Altrincham） - 班戈城（Bangor City） - （Barnet） - 巴羅（Barrow） - （Bath City） - 波士顿联（Boston United） | - 格拉維森及諾思弗利特（Gravesend & Northfleet） - 凱特靈（Kettering Town） - 梅德斯通（Maidstone United） - （Northwich Victoria） - 紐尼頓堡（Nuneaton Borough） - （Redditch United） - 史卡保罗夫（Scarborough） | - 斯塔福德流浪（Stafford Rangers） - 泰福特聯（Telford United） - 石威德（Wealdstone） - 韋茅夫（Weymouth） - 伍斯特城（Worcester City） - （Yeovil Town） |

巴罗足球俱乐部及（Northwich Victoria）是前英格蘭足球聯賽成員，巴羅於1971/72年球季不獲重選而失去聯賽席位；而諾夫維治維多利亞則於1894年退出。伊奧維現時為英格蘭足球聯賽成員，而班列特、史卡保罗夫、梅德斯通及波士顿联亦在成立足球議會聯賽後曾經嘗試聯賽滋味，惟現今仍是非聯賽球隊。
班戈城其後轉往威爾斯足球聯賽角逐。而AP 利明頓、梅德斯通及史卡保罗夫降級至較低組別聯賽。格拉維森及諾思弗利特（Gravesend & Northfleet）在2007年改名為艾贝斯费特联（Ebbsfleet United）。
足球議會聯賽自成立以後的首25年只有單一組別，惟由2004/05年球季開始擴展成三個組別，原本的組別更名為「議會全國聯賽」（Conference National），其下一級增設兩個同級的地區性組別，分別為「議會北部聯賽」（Conference North）及「議會南部聯賽」（Conference South）。新增的球隊按英格蘭全國聯賽系統委員會（NLS Committee）的指引分別來自北部超級聯賽、依斯米安聯賽及南部聯賽。
只有六支球隊曾贏過兩次足球議會聯賽冠軍：艾川查姆，（1980及1981年）、班列特（1991及2005年）、恩菲尔德（Enfield，1983及1986年）、京达米士特（Kidderminster Harriers，1994及2000年）、（1995及1997年）和梅德斯通（1984及1989年），而京达米士特曾於1997年獲得亞軍。上述各支兩屆冠軍中只有班列特在兩次奪冠後均能升級；梅德斯通首次奪冠尚未有自動升級制度，而馬爾斯菲及京达米士特首次奪冠同樣因為主場球場未達標而被拒升級，但兩隊於第二次奪冠後獲准升級。艾青洽是歷來唯一一支衛冕冠軍且未能升級到足球聯賽的球隊，因當時尚未有自動升級制度。

### 升降制度
在1987年以前，足球議會聯賽球隊要進入英格蘭足球聯賽，必需通過聯賽成員的推選。因此贏得足球議會聯賽並不保證可以獲得升級，而足球議會聯賽首八屆的冠軍球隊均沒有升級。在個情況在1987年得到改變，英格蘭足球聯賽與足球議會聯賽取得協議訂立自動升降制度，林肯城成為首支降級的聯賽球隊，而其席位則由足球議會聯賽冠軍史卡保罗夫（Scarborough）取代。雖然足球議會聯賽冠軍有權升級，但其球場規格需要達到聯賽要求的標準才可獲准升級。1990年代中期連續三年的足球議會聯賽冠軍因為球場未能符合水平而被拒升級，自1997年馬爾斯菲於三年內第二次奪冠獲得升級後，此後每支奪冠的球隊均順利獲得升級的資格。
自2003年開始足球議會聯賽獲得第二個升級席位，採用類似英格蘭足球聯賽的附加賽制度，由聯賽排名第二到第五位的球隊爭取一個升級席位，先由第二位的球隊對第五位，第三位對第四位，進行主客兩回合的準決賽，勝方進行一場過的決賽，取勝球隊獲得升級資格。是首支透過附加賽升級的足球議會聯賽球隊。2018年起升級附加賽擴充至第二至第七位球隊，第二及第三位直接進入準決賽，第一圈由第四位對第七位，以及第五位對第六位。
在2004年以前，由足球議會聯賽降級即代表球隊跌落其下三個連結聯賽之一，三支球隊按地區被編降入北部超級聯賽、依斯米安聯賽或南部聯賽。而該三個聯賽的冠軍則獲升上足球議會聯賽。2004年在重整全國聯賽架構（National Football Pyramid）後，於足球議會聯賽之下新增一個新級別，建立兩個名為「議會北部聯賽」（Conference North）及「議會南部聯賽」（Conference South）的地區性組別，而原本的連結聯賽則下調一級；每個地區性組別各有兩個升級到「議會全國聯賽」（Conference National）的席位，冠軍球隊直接升級，而餘下席位透過附加賽決定。而「議會全國聯賽」四支降級球隊則按地區分派到對應的連結聯賽。

### 冠名贊助
自1984年起，受到贊助商冠名，競賽名稱亦時有改變，以下是冠名後的頂級聯賽名稱：
- 1984-1986年：高樂運動用品－「高樂聯賽」（Gola League）
- 1986-1998年：通用汽车－「獲素議會聯賽」（Vauxhall Conference）
- 1998-2007年：全英房屋抵押貸款協會 －「全英議會聯賽」（Nationwide Conference）
- 2007-2013年：蘭克集團－「藍格子超級聯賽」（Blue Square Premier）
- 2013-2014年：Skrill （The Skrill Premier）
- 2014-0000年：Vanarama（Vanarama Conference）

由2007/08年球季開始，英格蘭足球議會聯賽結束與全英房屋抵押貸款協會（Nationwide Building Society）長達九年的合作，由網上賭博公司「藍格子」（Blue Square）作出三年贊助，全國聯賽冠名改稱「藍格子超級聯賽」（Blue Square Premier），而其下兩個級別則分別稱為「藍格子北部聯賽」（Blue Square North）及「藍格子南部聯賽」（Blue Square South）。
由2013/14年度球季開始起三個球季，一間英國網上電子轉賬公司 (Skrill Ltd)成為英格蘭足球議會聯賽主贊助商，議會旗下管理之3個聯賽會稱為 （The Skrill Premier），（The Skrill North） 及（The Skrill South）

## 全國聯賽球會（2023-24）
| - 菲爾德 - 艾迪索特 - 波士頓聯 - 布倫特里鎮 - 盖茨黑德 - 罗奇代尔 - 索利赫爾摩爾 - 瑟頓聯 - 約克城 | - 巴克斯頓 - 達靈頓 - 法士利凱爾特 - 赫里福德 - 利明頓 - 馬連 - 尼達姆市場 - 彼得聯體育 - 牛津城 - 拉德克利夫 - 卢莎奥林 - 斯卡布羅競技 - 南希尔兹 - 斯彭尼穆爾 - 沃靈頓鎮 | - 埃弗利 - 燦斯福特城 - 切舍姆聯 - 多爾金流浪者 - 伊斯特本市 - 恩菲爾德鎮 - 法恩堡 - 漢普頓列治蒙堡 - 亨默亨普斯特德 - 霍恩徹奇 - 梅德斯通聯 - 沙尼斯貝利 - 斯勞鎮 - 聖奧爾本斯城 - 湯布里奇天使 - 特魯羅城 - 威靈聯 - 滨海韦斯顿 - 沃辛 |  |

## 歷屆冠軍

### 全國聯賽
| 年度 | 冠軍                                  | 附加賽冠軍                      |
| --- | ------------------------------------- | ------------------------------- |
| 1979-80年 | （Altrincham）                        |                                 |
| 1980-81年 | （Altrincham）                        |                                 |
| 1981-82年 | 倫科恩（Runcorn）                     |                                 |
| 1982-83年 | 恩菲尔德（Enfield）                   |                                 |
| 1983-84年 | 梅德斯通（Maidstone United）          |                                 |
| 1984-85年 | （Wealdstone）                        |                                 |
| 1985-86年 | 恩菲尔德（Enfield）                   |                                 |
| 1986-87年 | 史卡保罗夫*（Scarborough）            |                                 |
| 1987-88年 | 林肯城*（Lincoln City）               |                                 |
| 1988-89年 | 梅德斯通*（Maidstone United）         |                                 |
| 1989-90年 | *（Darlington）                       |                                 |
| 1990-91年 | *（Barnet）                           |                                 |
| 1991-92年 | *（Colchester United）                |                                 |
| 1992-93年 | *（Wycombe Wanderers）                |                                 |
| 1993-94年 | 京达米士特†（Kidderminster Harriers） |                                 |
| 1994-95年 | †（Macclesfield Town）                |                                 |
| 1995-96年 | †（Stevenage）                        |                                 |
| 1996-97年 | *（Macclesfield Town）                |                                 |
| 1997-98年 | 夏利法斯*（Halifax Town）             |                                 |
| 1998-99年 | *（Cheltenham Town）                  |                                 |
| 1999-00年 | 京达米士特*（Kidderminster Harriers） |                                 |
| 2000-01年 | *（Rushden & Diamonds）               |                                 |
| 2001-02年 | 波士顿联*（Boston United）            |                                 |
| 2002-03年 | *（Yeovil Town）                      | *（Doncaster Rovers）           |
| 2003-04年 | *（Chester City）                     | *（Shrewsbury Town）            |
| 2004-05年 | *（Barnet）                           | *（Carlisle United）            |
| 2005-06年 | *（Accrington Stanley）               | *（Hereford United）            |
| 2006-07年 | *（Dagenham & Redbridge）             | 莫克姆*（Morecambe）            |
| 2007-08年 | 艾迪索特*（Aldershot Town）           | *（Exeter City）                |
| 2008-09年 | 伯顿艾尔宾*（Burton Albion）          | *（Torquay United）             |
| 2009-10年 | *（Stevenage）                        | 牛津聯*（Oxford United）        |
| 2010-11年 | *（Crawley Town）                     | *（AFC Wimbledon）              |
| 2011-12年 | *（Fleetwood Town）                   | 約克城* （York City）           |
| 2012-13年 | *（Mansfield Town）                   | *（Newport County）             |
| 2013-14年 | * （Luton Town）                      | * （Cambridge United）          |
| 2014-15年 | *（Barnet）                           | 布里斯托流浪*（Bristol Rovers） |
| 2015-16年 | *（Cheltenham Town）                  | *（Grimsby Town）               |
| 2016-17年 | 林肯城*（Lincoln City）               | *（Forest Green Rovers）        |
| 2017-18年 | *（Macclesfield Town）                | *（Tranmere Rovers）            |
| 2018-19年 | *（Leyton Orient）                    | *（Salford City）               |
| 2019-20年 | 巴羅*（Barrow）                       | 哈羅蓋特鎮*（Harrogate Town）   |
| 2020-21年 | *（Sutton United）                    | *（Hartlepool United）          |
| 2021-22年 | *（Stockport）                        | *（Grimsby Town）               |
| 2022-23年 | *（Wrexham）                          | 諾士郡*（Notts County）         |
| 2023-24年 | *（Chesterfield）                     | 布羅姆利*（Bromley）            |
| 2024-25年 | *（Barnet）                           | *（Oldham Athletic）            |
| * 獲升級英格兰足球联赛（1991年前為丁組，1992-2003年為丙組《第四級》，以後為英格蘭乙級聯賽） † 因主場球場設施未合升級後聯賽標準而未獲升級丙級聯賽《VI》 |                                       |                                 |

### 全國聯賽北
| 年度      | 冠軍                                   | 附加賽冠軍                               |
| --------- | -------------------------------------- | ---------------------------------------- |
| 2004/05年 | （Southport）                          | （Altrincham）                           |
| 2005/06年 | （Northwich Victoria）                 | 斯塔福德流浪（Stafford Rangers）         |
| 2006/07年 | 特萊斯登（Droylsden）                  | 法斯利（Farsley Celtic）                 |
| 2007/08年 | 凱特靈（Kettering Town）               | 巴羅（Barrow）                           |
| 2008/09年 | （Tamworth）                           | 盖茨黑德（Gateshead）                    |
| 2009/10年 | （Southport）                          | （Fleetwood Town）                       |
| 2010/11年 | （Alfreton Town）                      | （Telford United）                       |
| 2011/12年 | 海德（Hyde）                           | （Nuneaton Town）                        |
| 2012/13年 | （Chester）                            | 哈利法克斯镇（FC Halifax Town）          |
| 2013/14年 | （AFC Telford United）                 | （Altrincham）                           |
| 2014/15年 | 巴羅（Barrow）                         | 古斯利（Guiseley）                       |
| 2015/16年 | 索利赫爾（Solihull Moors F.C.）        | 北費利比聯（North Ferriby United）       |
| 2016/17年 | 菲爾德（AFC Fylde）                    | 夏利法斯（FC Halifax Town）              |
| 2017/18年 | （Salford City）                       | 哈羅蓋特鎮（Harrogate Town）             |
| 2018/19年 | （Stockport County）                   | （Chorley）                              |
| 2019/20年 | （King's Lynn Town）                   | （Altrincham）                           |
| 2020/21年 | 因新冠肺炎爆發球季中止所有比賽成績作廢 | 因新冠肺炎爆發球季中止所有比賽成績作廢   |
| 2021/22年 | 蓋茨黑德 （Gateshead）                 | 約克城（York City）                      |
| 2022/23年 | 菲爾德（AFC Fylde）                    | 京達米士特鷂鷹（Kidderminster Harriers） |
| 2023/24年 | （Tamworth）                           | 波士頓聯（Boston United）                |
| 2024/25年 | （Brackley Town）                      | 斯肯索普聯（Scunthorpe United）          |

### 全國聯賽南
| 年度      | 冠軍                                       | 附加賽冠軍                             |
| --------- | ------------------------------------------ | -------------------------------------- |
| 2004/05年 | 格雷斯（Grays Athletic）                   | 伊斯特本**（Eastbourne Borough）       |
| 2005/06年 | 韋茅夫（Weymouth）                         | 聖艾比斯（St Albans City）             |
| 2006/07年 | 希斯頓（Histon）                           | 索尔兹伯里城（Salisbury City）         |
| 2007/08年 | 刘易斯（Lewes）                            | 伊斯特本（Eastbourne Borough）         |
| 2008/09年 | AFC溫布頓（AFC Wimbledon）                 | 海耶斯（Hayes & Yeading United）       |
| 2009/10年 | （Newport County）                         | （Bath City）                          |
| 2010/11年 | 布倫特里（Braintree Town）                 | 艾貝斯費特聯（Ebbsfleet United）       |
| 2011/12年 | （Woking）                                 | 达特福德（Dartford）                   |
| 2012/13年 | 威靈聯（Welling United）                   | 索尔兹伯里城（Salisbury City）         |
| 2013/14年 | 伊斯特利（Eastleigh）                      | 多佛竞技（Dover Athletic）             |
| 2014/15年 | 布羅姆利（Bromley）                        | 古斯利（Boreham Wood）                 |
| 2015/16年 | 瑟頓聯（Sutton United）                    | 梅德斯通聯（Maidstone United）         |
| 2016/17年 | 梅頓赫德聯（Maidenhead United）            | 艾貝斯費特聯（Ebbsfleet United）       |
| 2017/18年 | 哈雲特與禾達路維（Havant & Waterlooville） | 布倫特里鎮（Braintree Town）           |
| 2018/19年 | （Torquay United）                         | 沃金（Woking）                         |
| 2019/20年 | （Wealdstone）                             | 韋茅斯（Weymouth）                     |
| 2020/21年 | 因新冠肺炎爆發球季中止所有比賽成績作廢     | 因新冠肺炎爆發球季中止所有比賽成績作廢 |
| 2021/22年 | 梅德斯通聯（Maidstone United）             | 多爾金流浪者（Dorking Wanderers）      |
| 2022/23年 | 艾貝斯費特（Ebbsfleet United）             | 牛津城（Oxford City）                  |
| 2023/24年 | （Yeovil Town）                            | 布倫特里鎮（Braintree Town）           |
| 2024/25年 | 特魯羅城（Truro City）                     | （Boreham Wood）                       |

** 在2004/05年球季只有三個升級席位，南部及北部聯賽附加賽冠軍需在中立的不列顛尼亞球場（Britannia Stadium）再進行一場附加賽決定第三個升級席位，結果伊斯特本1-2不敵而失落升級資格

## 英格蘭足球議會聯賽盃
足球議會亦有舉辦盃賽，期間亦曾因缺乏贊助而間斷。與職業足球的英格蘭聯賽盃及英格蘭聯賽錦標類近，廣受球迷歡迎，逐漸為視為繼英格蘭足總錦標後第二重要的盃賽。由於贊助商塞坦塔體育頻道（Setanta Sports）在2009年6月宣佈進行財務重組，2009/10年球季的議會聯賽盃舉行仍然是未知之數。

### 歷屆冠軍
| 年度      | 冠軍                                 | 亞軍                                 |
| --------- | ------------------------------------ | ------------------------------------ |
| 1979/80年 | （Northwich Victoria）               | （Altrincham）                       |
| 1980/81年 | （Altrincham）                       | 凱特靈（Kettering Town）             |
| 1981/82年 | 韋茅夫（Weymouth）                   | 恩菲尔德（Enfield）                  |
| 1982/83年 | 倫科恩（Runcorn）                    | 史卡保罗夫（Scarborough）            |
| 1983/84年 | 史卡保罗夫（Scarborough）            | （Barnet）                           |
| 1984/85年 | 倫科恩（Runcorn）                    | 梅德斯通（Maidstone United）         |
| 1985/86年 | 斯塔福德流浪（Stafford Rangers）     | （Barnet）                           |
| 1986/87年 | 凱特靈（Kettering Town）             | 亨頓（Hendon）                       |
| 1987/88年 | 霍里奇 RMI（Horwich RMI）            | 韋茅夫（Weymouth）                   |
| 1988/89年 | （Yeovil Town）                      | 京达米士特（Kidderminster Harriers） |
| 1989/90年 | 葉汀（Yeading）                      | 斯坦福（Stamford）                   |
| 1990/91年 | 瑟頓聯（Sutton United）              | 巴羅（Barrow）                       |
| 1991/92年 | （Wycombe Wanderers）                | 倫科恩（Runcorn）                    |
| 1992/93年 | （Northwich Victoria）               | （Wycombe Wanderers）                |
| 1993/94年 | （Macclesfield Town）                | （Yeovil Town）                      |
| 1994/95年 | 布朗史葛夫流浪（Bromsgrove Rovers）  | 凱特靈（Kettering Town）             |
| 1995/96年 | 布朗史葛夫流浪（Bromsgrove Rovers）  |                                      |
| 1996/97年 | 京达米士特（Kidderminster Harriers） |                                      |
| 1997/98年 | 莫克姆（Morecambe）                  | 胡京（Woking）                       |
| 1998/99年 | （Doncaster Rovers）                 | 法保羅夫（Farnborough Town）         |
| 1999/00年 |                                      | 金斯顿尼安（Kingstonian）            |
| 2000/01年 | （Chester City）                     | 金斯顿尼安（Kingstonian）            |
| 2001/02年 | 停辦                                 | 停辦                                 |
| 2002/03年 | 停辦                                 | 停辦                                 |
| 2003/04年 | 停辦                                 | 停辦                                 |
| 2004/05年 | 禾京（Woking）                       | 史達利比治（Stalybridge Celtic）     |
| 2005/06年 | 停辦                                 | 停辦                                 |
| 2006/07年 | 停辦                                 | 停辦                                 |
| 2007/08年 | 艾迪索特（Aldershot Town）           | （Rushden & Diamonds）               |
| 2008/09年 | （Telford United）                   | 格林森林流浪（Forest Green Rovers）  |
| 2009/10年 | 停辦                                 | 停辦                                 |

## 晉身足球聯賽的球會
| 球會       | 足球議會聯賽年期                      | 現時處身（2022/23年） |
| ---------- | ------------------------------------- | --------------------- |
|            | 2003-2006年                           | 英甲                  |
|            | 2009-2011年                           | 英乙                  |
| 保顿艾尔宾 | 2002-2009年                           | 英甲                  |
| 劍橋聯     | 2005–2014年                           | 英甲                  |
|            | 2004-2005年                           | 英乙                  |
|            | 1990-1992年                           | 英乙                  |
|            | 2004-2011年                           | 英乙                  |
|            | 1998-2003年                           | 英乙                  |
|            | 2003-2008年                           | 英甲                  |
|            | 2010–2012年                           | 英甲                  |
| 盧頓       | 2009-2014年                           | 英冠                  |
|            | 2008–2013年                           | 英乙                  |
| 莫克姆     | 1995-2007年                           | 英甲                  |
|            | 2010–2013年                           | 英乙                  |
| 牛津聯     | 2006-2010年                           | 英甲                  |
|            | 2003-2004年                           | 英甲                  |
|            | 1994-2010年                           | 英乙                  |
|            | 1985-1986年；1987-1993年              | 英甲                  |
|            | 1979-1985年；1988-1995年；1997-2003年 | 英乙                  |
| 約克城     | 2004–2012年                           | 英乙                  |
|            | 2004–2020年                           | 英乙                  |
| 巴羅       | 2004–2020年                           | 英乙                  |
| 瑟頓聯     | 2004–2021年                           | 英乙                  |
| 哈特普爾   | 2017–2021年                           | 英乙                  |
| 史托港     | 2010–2022年                           | 英乙                  |
| 格林斯比   | 2021–2022年                           | 英乙                  |

在現時身處英格蘭足球聯賽的前足球議會聯賽球會當中，盧頓可說是最成功的隊伍。在2014/15球季回歸足球聯賽後，在2016/17球季擠身英乙升級附加賽(但被黑池兩回合以5-6擊敗)，2017/18球季即以聯賽亞軍的身分升級甲組，翌季以甲組聯賽冠軍身分升級，相隔12年後重返次級聯賽。盧頓更於2021/22球季參加升級附加賽，惟於準決賽被哈特斯菲爾德以1-2擊敗。
現時在英乙角逐，於2003年以足球議會聯賽冠軍升級到丙組〈IV〉，再於2005年以更名英乙的冠軍身份升級到英甲；而1993年足球議會聯賽冠軍的在英乙打滾10年後，於2008/09年球季獲得聯賽季軍，升級到英甲角逐；1999年足球議會聯賽冠軍曾於2002年及2006年升級到第三級聯賽的乙組〈III〉及英甲，但於2008/09年球季聯同升級僅一年的降級返回英乙；而2006年足球議會聯賽冠軍一直留在聯賽最低級別，而2005年冠軍的情況相同，但班列特在1991年首次晉身英格蘭足球聯賽時曾升級到乙組〈III〉聯賽。
於2007/08年球季一同升級的及莫克姆同樣是球會歷來首次晉身英格蘭足球聯賽，而其後兩年的保顿艾尔宾和亦同樣是首度踏足英格蘭足球聯賽。
在2019/20球季，巴羅在聯賽腰斬前以38戰70分的成績排名榜首，以場均得分1.89分的成績獲得聯賽冠軍，相隔48年後回到英格蘭足球聯賽。
而亞軍的哈羅格特則在升班附加賽決賽中以3-1擊敗諾士郡，成功首度擠身英格蘭足球聯賽。
2020/21球季，瑟頓聯44戰得84分，以冠軍身分升級乙組，自創立以來首度晉身足球聯賽。而附加賽的冠軍哈特普爾則相隔4年後再重返足球聯賽。
2021/22球季，史托港以44戰94分的成績獲得聯賽冠軍，睽違11年後回歸足球聯賽。而附加賽冠軍格林斯比則在降級至全國聯賽的首季就升級成功。

## 媒體轉播
足球議會聯賽原本由塞坦塔體育頻道（Setanta Sports）作電視轉播，每季選播79場賽事，五年轉播權費用達到250萬英鎊，全國聯賽球會每年可以收到70,000英鎊，而北部及南部聯賽球會則可領取15,000英鎊轉播費；而改稱「塞坦塔盾」（Setanta Shield）的英格蘭足球議會聯賽盃亦由塞坦塔轉播。但塞坦塔在2009年6月宣佈進行財務重組，足球議會聯賽需要找尋新的媒體轉播賽事。

## 外部連結
- 英格蘭足球議會聯賽官方網站 （页面存档备份，存于）